# Géori Boué
Pour les articles homonymes, voir Boué (homonymie).
Georgette Boué, plus connue sous le nom de Géori Boué, née le 16 octobre 1918 à Toulouse et morte le 5 janvier 2017 à La Garenne-Colombes, est une soprano française, l'une des plus célèbres cantatrices françaises des années 1940.

## Biographie
Géori Boué étudie au conservatoire de Toulouse le piano et la harpe, ainsi que le chant avec Claude Jean. Elle débute très jeune (1934) au Capitole de Toulouse où elle s'impose rapidement dans ses rôles d'élection, tels Marguerite (Faust, qu'elle enregistre en 1947-1948 avec Thomas Beecham), Juliette (Roméo et Juliette), Manon (Manon), Gilda (Rigoletto), Violetta (La traviata).
Elle fait ses débuts à l'Opéra-Comique en 1939, en Mimi de La Bohème, et à l'Opéra de Paris en 1942, en Marguerite de Faust. Elle y chantera également Desdémone dans Otello, les rôles-titres de Mireille, Louise, Thaïs, Madame Butterfly, Tatiana d'Eugène Onéguine, Éva dans Les Maîtres chanteurs de Nuremberg, etc.
En 1943, elle tourne dans le film La Malibran, réalisé par Sacha Guitry. 
À l'étranger, elle paraît à Mexico, Barcelone, Chicago, Rio de Janeiro et à La Scala de Milan, en Mélisande, avec son mari, depuis 1944, le baryton Roger Bourdin, sous la direction de Victor de Sabata, en 1949. Dans les années 1960, elle ajoute à son répertoire les rôles de Charlotte (Werther), Carmen et Tosca, ainsi que des opérettes, telles Véronique, La Belle Hélène et La Veuve joyeuse.
Dotée d'un timbre clair et d'une diction impeccable, elle a laissé un enregistrement célèbre de Thaïs, avec son mari, le baryton Roger Bourdin.
Elle a été professeur d'art lyrique au Conservatoire de Boulogne-Billancourt entre 1969 et 1975, avant de se retirer dans la commune de Port-Mort (Eure), où habite aussi l'une de ses filles, Françoise.
Géori Boué est décédée à La Garenne-Colombes le 5 janvier 2017 à l'âge de 98 ans.

### Vie privée
Elle a été mariée avec Roger Bourdin, avec lequel elle a eu deux filles dont Françoise Bourdin.

## Discographie sélective
- Charles Gounod, Faust, avec Géori Boué (Marguerite), Georges Noré (Faust), Roger Rico (Méphistophélès), Roger Bourdin (Valentin), Royal Philharmonic Orchestra and Chorus, direction Thomas Beecham, 1947-1948 (Naxos)
- Jacques Offenbach, Les Contes d'Hoffmann, avec Raoul Jobin, Renée Doria, Vina Bovy, Géori Boué (Antonia), Bourvil, Orchestre de l'Opéra Comique de Paris, direction André Cluytens, 1948 (Naxos)
- Honegger / Ibert, L'Aiglon, avec Xavier Depraz et Roger Bourdin, Orchestre sous la direction de Pierre Dervaux, enregistrement du 11 janvier 1956 (Malibran)

## Sources
- Le Guide de l'opéra, Roland Mancini & Jean-Jacques Rouveroux, (Fayard, 1986)  (ISBN 2-213-01563-5)